# Алия (рестлер)
Нуф Аль-Ариби (англ. Nhooph Al-Areebi, род. 23 ноября 1994, Торонто[…]) — канадская женщина-рестлер. Наиболее известна по выступлениям в WWE под именем Али́я (англ. Aliyah).

## Ранняя жизнь
Нуф Аль-Ариби родилась в Торонто, Онтарио. Она имеет сирийское и иракское происхождение. В 2012 году она окончила школу-колледж Святого Иосифа, а затем училась в колледже Джорджа Брауна, где изучала сестринское дело. Она также посещала цирковую школу.

## Личная жизнь
Аль-Ариби впервые решила, что хочет стать рестлером, после того как посмотрела поединок Бет Финикс и Микки Джеймс на шоу Raw 5 мая 2008 года. Среди её любимых рестлеров — Эдж и Джефф Харди. В подростковом возрасте с 2008 по 2012 год она вела канал на YouTube под ником chickkick21 и снимала видеоролики, посвященные рестлингу.
В сентябре 2015 года был обнаружен ряд расистских комментариев, сделанных за несколько лет до этого на аккаунте Аль-Ариби в Твиттере. WWE впоследствии выступила с заявлением, указав, что её аккаунтом в то время пользовался другой человек.

## Титулы и достижения
- Ground Xero Wrestling
  - Чемпион GXW среди женщин (1 раз)[9]
- Great Canadian Wrestling
  - Чемпион GCW среди женщин (1 раз)
- Impact Pro Wrestling

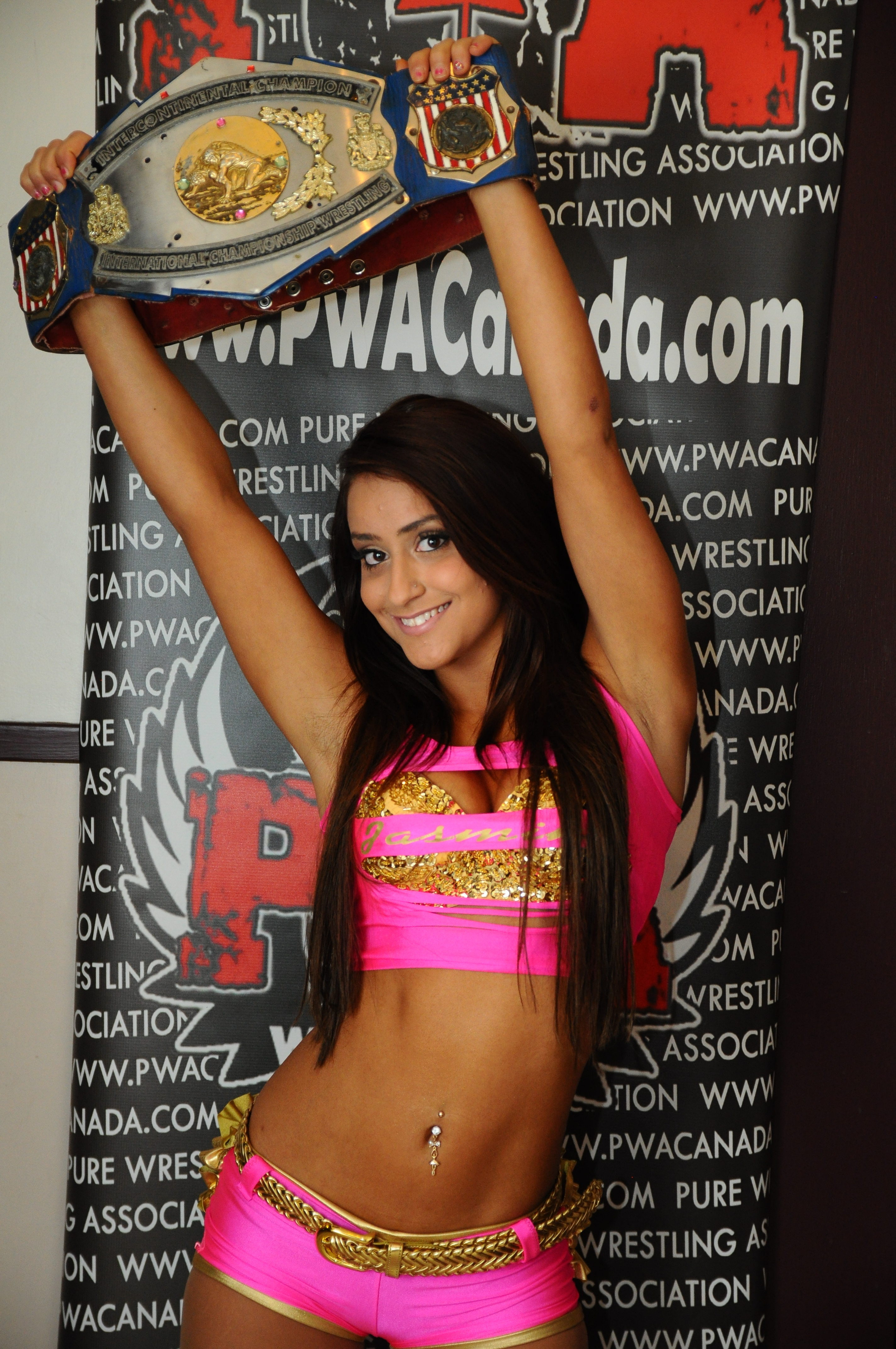
С титулом чемпиона PWA среди женщин

  - Чемпион IPW среди женщин (2 раза)[10]
- New England Championship Wrestling
  - Чемпион мира среди женщин (1 раз)[11]
- Queens of Chaos
  - Чемпион мира Queens of Chaos (1 раз)[12]
- Pure Wrestling Association
  - Чемпион PWA среди женщин (1 раз)
- Southland World Wrestling
  - Чемпион SWW среди леди (1 раз)
  - Чемпион SWW среди женщин (2 раза, последняя)
- WWE
  - Командный чемпион WWE среди женщин (1 раз) — с Ракель Родригес